# Чэнь Лижу
Чэнь Лижу́ (кит. трад. 陳麗如, упр. 陈丽如, пиньинь Chén Lìrú; род. 24 апреля 1981) — тайваньская спортсменка, стрелок из лука, член национальной сборной Тайваня на Олимпийских играх 2004 года. Бронзовый призёр Олимпийских игр 2004 года в Афинах в командном первенстве.
В 2003 году на 13-м Кубке Азии по стрельбе из лука завоевала бронзовую медаль в личном первенстве.
В 2004 году на Олимпийских играх в соревнованиях по стрельбе из лука в личном первенстве в квалификационном раунде заняла 45-е место с результатом 638 очков. В отборочном турнире в первом раунде (1/32 финала) проиграла со счётом 133:142 индийской спортсменке Сумангала Шарма и выбыла из дальнейших соревнований. По итогам соревнований Чэнь Лижу заняла 49-е место.

В командных соревнованиях, сборная Тайваня в 1/8 финала победила сборную Японии со счётом 240:226, а в 1/4 финала команду Германии — 233:230. В полуфинальном матче сборная Тайваня уступила соперницам из КНР (226:230). В матче за третье место с результатом 242:228 выиграли у сборной Франции и завоевали бронзовые медали.
В 2009 году приняла участие в проходившей в Белграде Летней Универсиаде в стрельбе из блочного лука в личном и командном первенстве. В личном первенстве заняла 8-е место, а в составе команды выиграла золотую медаль.